# Augusto Orrego Luco
Augusto Antonio Orrego Luco (Valparaíso, 2 de mayo de 1849-ibídem, 26 de agosto de 1933) fue un psiquiatra chileno que perteneció a la generación ilustrada de tendencia liberal, progresista y laica, y que participó activamente en los gobiernos de la época liberal y en la Guerra Civil de 1891. Llegó a ser designado como ministro de dos gobiernos y electo como diputado.

## Infancia y estudios
Fue el segundo hijo de Antonio Lucas Orrego Garmendia, empresario que introdujo el uso de la cera en Chile, y de Rosalía Luco León de la Barra; y hermano mayor de Alberto y Luis Orrego Luco. Su educación la llevó a cabo en la escuela El Almendral (1856), en el Colegio Inglés de Linacre y Mathius (1857-1861), estos dos establecimientos en Valparaíso, y en el Instituto Nacional, en Santiago. En 1866 se incorporó al curso de derecho en la Universidad de Chile, y al año siguiente comenzó sus estudios de medicina en la misma casa de estudios.

## Medicina y academia
Se graduó como médico-cirujano el 14 de enero de 1874, con una tesis sobre las "Causas Indirectas de las Alucinaciones Mentales", teoría que le valió su ingreso a la Academia Francesa. Su carrera profesional abarcó los más amplios espectros. En 1871 y 1872, se hizo cargo de la dirección de la Escuela de Medicina de la Universidad de Chile, donde además impartió la cátedra de Enfermedades Mentales hasta 1907. En 1874, año en que se casó con Martina Barros Borgoño, se desempeñó como profesor de Anatomía Humana y también fue nombrado profesor de Astronomía y fiscal del protomedicato. En 1879, durante la Guerra del Pacífico, fue comandante cívico. Desarrolló su profesión de médico en Santiago hasta su jubilación en 1906 y en 1918 su actividad académica se extendió también a la Academia Chilena de la Lengua, ocupando el sillón N.° 17 hasta su muerte.

## Su carrera política
Paralelamente a su labor profesional, Orrego Luco inició su carrera política en 1876, cuando fue elegido diputado suplente por Santiago hasta 1879; luego fue nombrado diputado por Lontué (1882-1885), Cauquenes (1885-1888) y Quillota (1888-1891). En 1886 fue designado presidente de la Cámara de Diputados. Fue miembro del partido Liberal bajo el gobierno de Domingo Santa María González (1886-1891), y organizó la Alianza Liberal que llevó a cabo reformas religiosas. Además, como diputado, participó en la contienda política contra el gobierno del presidente José Manuel Balmaceda y Fernández (1886-1891).
Frente a la negativa del Congreso de aprobar el presupuesto nacional en enero de 1891, Balmaceda decretó la vigencia del mismo presupuesto del año anterior, cayendo en un acto inconstitucional. Ante ello, Orrego Luco fue uno de los parlamentarios que firmó el acta de deposición del gobernante, acusado de dictador por el Congreso revolucionario. Con ello se inició la lucha armada de la llamada «Revolución del 91». Desde el gobierno de Federico Errázuriz Echaurren (1896-1901) hasta el de Juan Luis Sanfuentes Andonaegui (1915-1920), abandonó la política.

## Ministerios
Durante el gobierno del presidente Federico Errázuriz Echaurren (1896-1901), Orrego Luco se desempeñó en el Ministerio del Interior (1897) y en el Ministerio de Justicia e Instrucción Pública (1898). En el gobierno de Juan Luis Sanfuentes Andonaegui (1915-1920), volvió a desempeñar el cargo de Ministro de Justicia e Instrucción Pública entre 1915-1916. Además, en medio de la polémica sobre la cuestión de límites con Argentina, Orrego Luco escribió un artículo en el periódico La Tarde, donde defendió los derechos de Chile a la Puna de Atacama.

## Orrego Luco en el periodismo político

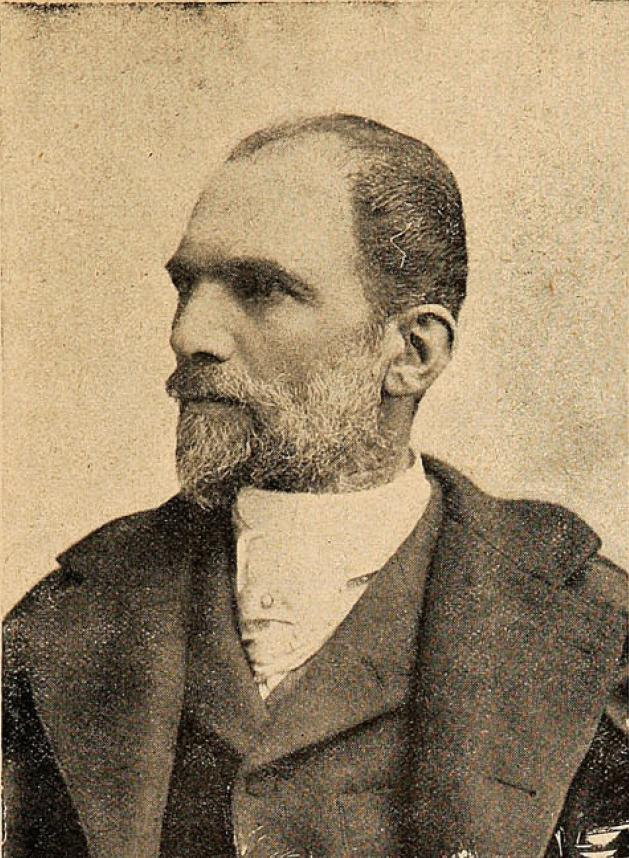
Augusto Orrego Luco c. 1920.

Orrego Luco se destacó, además, por sus profusas publicaciones, cuyas temáticas abarcaban desde el ámbito científico al literario, pasando por el periodismo político. En 1867 fundó con Vicente Grez El Chiroasi, periódico de crítica satírica a la política de ese entonces. Se inició como redactor en el diario La Patria en 1868 y fundó en 1872, junto a Fanor Velasco, la Revista de Santiago, donde publicó, entre otros, los artículos "La Juventud", de Lord Byron, y "La Vida y Obras", de Francisco Bilbao. En 1884 fue redactor del diario La Época de Santiago. En 1885 se hizo cargo de la redacción del periódico La Patria de Valparaíso, y dos años más tarde se le encargó la redacción de El Mercurio.

## Estudios
Entre su vasta producción, cabe mencionar la publicación de estudios sobre Miguel Luis Amunátegui y Aldunate y Domingo Faustino Sarmiento en los diarios La Patria y La Época. También colaboró con la Revista Chilena donde publicó varios artículos, y de la cual sería su director entre 1876 y 1880. En el periódico El Ferrocarril, publicó, entre otros estudios, "Un periodista militar" y "La centinela invisible". Entre sus libros, se pueden mencionar El movimiento intelectual en Chile, publicado en la Imprenta Nacional en 1890 y que debido a la Revolución dejó sin terminar, y un opúsculo titulado "La cuestión social en Chile".

## Orrego Luco en la ciencia
Colaboró en diversas universidades extranjeras, siendo miembro Honorario de la Universidad de San Marcos de Lima (1879), destacó en la Sorbona y colaboró en la Iconographie de la Salpetriére (1912-1915). Entre su producción científica se destacan "Los Asilos de Alienados" (1875), "Un Experimento sobre el Cerebro Humano" (1878) y "Estudio sobre las Circunvoluciones y Surcos del Cerebro Humano" (1879).

## Membresías y distinciones
La Junta General de Lazaretos lo premió en 1872 con una medalla de oro por los servicios prestados durante la epidemia de viruela que asoló a Santiago. En 1885 fue designado miembro del Consejo de Instrucción Pública. En 1893 fue elegido miembro académico de la Facultad de Medicina de la Universidad de Chile; al año siguiente fue nombrado presidente de la Sociedad Médica de Santiago y en 1896, presidente de la Asociación de la Prensa.
Posteriormente, fue perseguido por el gobierno de Carlos Ibáñez del Campo. Viajó a Francia en 1930 y volvió a Chile al año siguiente; luego se trasladó a vivir a su ciudad natal, donde murió el 26 de agosto de 1933.